# 彭滟
彭滟（1982年9月—），安徽巢湖人，国家重点研发计划首席科学家，上海理工大学教授。

## 生平
2004年本科毕业于安徽师范大学，2009年博士毕业于华东师范大学光学专业，师从曾和平教授。同年入职上海理工大学，曾先后到美国罗切斯特大学光学中心和宾夕法尼亚州立大学访问交流，现任上海理工大学光电信息与计算工程学院教授。

## 学术贡献
主要从事太赫兹波产生调控及其在生物医学方面研究工作。主持国家重点研发计划重点专项、国家973计划课题、国家重大仪器专项课题等项目多项。发表论文80余篇，授权国际PCT专利5项，中国发明专利32项。研究成果获2020年上海市技术发明一等奖、2020中国发明创新奖金奖、2022年教育部技术发明一等奖。

## 荣誉
先后荣获和入选上海市“晨光学者”、上海市浦江人才计划、上海市“曙光学者”、“东方学者”等称号和人才计划。2015年获评美国光学年会国际光年人物之一，2019年获国家优秀青年科学基金资助。2022年入选“2022科学Talk·生命科学新力量年度人物”榜单。